# جری بروکهایمر فیلمز
جری بروکهایمر فیلمز (انگلیسی: Jerry Bruckheimer Films Inc.؛ به اختصار: JBF) یک استودیوی فیلم مستقل آمریکایی از جری بروکهایمر است که در سال ۱۹۹۵، پس از قطع روابط با تهیه‌کنندهٔ فیلم دن سیمپسون، پیش از مرگ او در سال ۱۹۹۶ تشکیل شد. فیلم‌های موفقی مانند فرنچایز گنجینه ملی و دزدان دریایی کارائیب از طریق این استودیو تولید شده‌اند.
نماد تولیدی این استودیو، درختی بدون برگ را نشان می‌دهد که در اثر برخورد صاعقه، برگ‌هایی روی آن نمایان می‌شود.

## تاریخچه
جری بروکهایمر، تهیه‌کنندهٔ قدیمی فیلم و تلویزیون، قبلاً یکی از بنیانگذاران دن سیمپسون/جری بروکهایمر فیلمز بود که در سال ۱۹۸۳ با دن سیمپسون تأسیس شد و در ابتدا یک شرکت تولید وابسته به پارامونت پیکچرز بود. دن سیمپسون/جری بروکهایمر فیلمز (در میان دیگر آثار) فیلم‌هایی از جمله فرنچایزهای پلیس بورلی هلیز و پسران بد را تولید کردند. آنها در سال ۱۹۹۱ پس از جدایی از پارامونت پیکچرز به استودیوهای والت دیزنی نقل مکان کردند و آثاری مانند جزر و مد سرخ (۱۹۹۵) و صخره (۱۹۹۶) را برای دیزنی تولید کردند.
جری بروکهایمر فیلمز در سال ۱۹۹۵ توسط بروکهایمر، پس از قطع روابط او با شریک تولیدی سابقش، دن سیمپسون، تأسیس شد. اولین فیلم آن با نام تجاری فعلی، فیلم اکشن مهیج هواپیمای محکومین (۱۹۹۷) از سایمون وست با بازی نیکلاس کیج بود. دفتر مرکزی این شرکت در حال حاضر در سانتا مونیکا، کالیفرنیا قرار دارد. بروکهایمر اغلب با والت دیزنی پیکچرز و تاچ استون پیکچرز فیلم تولید می‌کند. این شرکت در سال ۲۰۱۳ پس از ۲۲ سال کار در استودیو روابط خود را از دیزنی به پارامونت تغییر داد. این شرکت متعاقباً در سال ۲۰۲۰ مستقل شد.
این شرکت همچنین دارای یک بخش تولید تلویزیونی جری بروکهایمر تله‌ویژن (انگلیسی: Jerry Bruckheimer Television؛ همچنین Jerry Bruckheimer TV به اختصار JBTV) است که بیشتر (در میان دیگر آثار) به دلیل تولید فرنچایز تلویزیونی سی‌اس‌آی و سریال تلویزیونی فانتزی شهری لوسیفر از نتفلیکس شناخته شده‌است. در ژوئن ۲۰۱۶، این بخش به یک بخش مستقل تبدیل شد و به یک قرارداد انحصاری ۱۵ ساله با برادران وارنر بست. این بخش در ژوئیه ۲۰۱۷ با تلویزیون سی‌بی‌اس قراردادی امضا کرد.

## فیلم‌ها

### فیلم‌های دن سیمپسون/جری بروکهایمر (۱۹۸۳–۱۹۹۶)

#### دهه ۱۹۸۰
- فلش‌دنس (۱۹۸۳) (تولید مشترک با پارامونت پیکچرز)
- پلیس بورلی هیلز (۱۹۸۴) (تولید مشترک با پارامونت پیکچرز)
- دزد قلب‌ها (۱۹۸۴) (تولید مشترک با پارامونت پیکچرز)
- تاپ گان (۱۹۸۶) (تولید مشترک با پارامونت پیکچرز)
- پلیس بورلی هیلز ۲ (۱۹۸۷) (تولید مشترک با پارامونت پیکچرز)

#### دهه ۱۹۹۰
- روزهای تندر (۱۹۹۰) (اولین لوگو؛ تولید مشترک با پارامونت پیکچرز)
- رف (۱۹۹۴) (تولید مشترک با تاچ استون پیکچرز)
- پسران بد (۱۹۹۵) (تولید مشترک با کلمبیا پیکچرز)
- ذهن‌های خطرناک (۱۹۹۵) (تولید مشترک با هالیوود پیکچرز)
- جزر و مد سرخ (۱۹۹۵) (تولید مشترک با هالیوود پیکچرز)
- صخره (۱۹۹۶) (آخرین فیلمی که با دان سیمپسون قبل از مرگ او ساخته شد پس از تولید؛ محصول مشترک هالیوود پیکچرز)

### جری بروکهایمر فیلم (۱۹۹۷-)

#### دهه ۱۹۹۰
- هواپیمای محکومین (۱۹۹۷) (تولید مشترک با تاچ استون پیکچرز)
- آرماگدون (۱۹۹۸) (تولید مشترک با تاچ استون پیکچرز و والهالا موشن پیکچرز)
- دشمن ملت (۱۹۹۸) (تولید مشترک با تاچ‌استون پیکچرز و اسکات فری پروداکشن)

#### دهه ۲۰۰۰
- سرقت در ۶۰ ثانیه (۲۰۰۰) (تولید مشترک با تاچ‌استون پیکچرز)
- کایوت آگلی (۲۰۰۰) (تولید مشترک با تاچ استون پیکچرز)
- تایتنز را به یادآور (۲۰۰۰) (تولید مشترک با والت دیزنی پیکچرز)
- پرل هاربر (۲۰۰۱) (تولید مشترک با تاچ استون پیکچرز)
- سقوط شاهین سیاه (۲۰۰۱) (تولید مشترک با کلمبیا پیکچرز، رولوشن استودیوز و اسکات فری پروداکشن)
- گروه ناجور (۲۰۰۲) (تولید مشترک با تاچ‌استون پیکچرز و استیل‌کینگ پروداکشنز)
- جک کانگورو (۲۰۰۳) (تولید مشترک با برادران وارنر و کسل راک انترتینمنت)
- دزدان دریایی کارائیب: نفرین مروارید سیاه (۲۰۰۳) (تولید مشترک با والت دیزنی پیکچرز)
- پسران بد ۲ (۲۰۰۳) (محصول مشترک کلمبیا پیکچرز)
- ورونیکا گرن (۲۰۰۳) (تولید مشترک با تاچ‌استون پیکچرز)
- آرتور شاه (۲۰۰۴) (تولید مشترک با تاچ‌استون پیکچرز و گرین هیلز پروداکشنز)
- گنجینه ملی (۲۰۰۴) (تولید مشترک با والت دیزنی پیکچرز و ساترن فیلمز)
- جاده افتخار (۲۰۰۶) (تولید مشترک با والت دیزنی پیکچرز)
- دزدان دریایی کارائیب: صندوقچه مرد مرده (۲۰۰۶) (تولید مشترک با والت دیزنی پیکچرز)
- دژا وو (۲۰۰۶) (تولید مشترک با تاچ‌استون پیکچرز و اسکات فری پروداکشن)
- دزدان دریایی کارائیب: پایان جهان (۲۰۰۷) (تولید مشترک با والت دیزنی پیکچرز)
- گنجینه ملی: کتاب رمز (۲۰۰۷) (تولید مشترک با والت دیزنی پیکچرز و ساترن فیلمز)
- اعترافات یک معتاد به خرید (۲۰۰۹) (تولید مشترک با تاچ‌استون پیکچرز)
- جی-فورس (۲۰۰۹) (تولید مشترک با والت دیزنی پیکچرز)

#### دهه ۲۰۱۰
- شاهزاده فارسی: شن‌های زمان (۲۰۱۰) (تولید مشترک با والت دیزنی پیکچرز)
- شاگرد جادوگر (۲۰۱۰) (تولید مشترک با والت دیزنی پیکچرز و ساترن فیلمز)
- دزدان دریایی کارائیب: سوار بر امواج ناشناخته (۲۰۱۱) (تولید مشترک با والت دیزنی پیکچرز)
- رنجر تنها (۲۰۱۳) (تولید مشترک با والت دیزنی پیکچرز، اینفینیتم نیهیل و گور وربینسکی)
- از شر شیطان نجاتمان ده (۲۰۱۴) (تولید مشترک با اسکرین جمز)
- دزدان دریایی کارائیب: مردگان حکایت نمی‌کنند (۲۰۱۷) (تولید مشترک با والت دیزنی پیکچرز)
- ۱۲ نیرومند (۲۰۱۸) (تولید مشترک با برادران وارنر پیکچرز لاینزگیت و الکان انترتینمنت)[۱۱]
- مرد ماه جوزا (۲۰۱۹) (تولید مشترک با پارامونت پیکچرز، اسکای‌دنس مدیا، فوسون پیکچرز و علی بابا پیکچرز)[۱۲]

#### دهه ۲۰۲۰
- پسران بد تا ابد (۲۰۲۰) (به عنوان دن سیمپسون/جری بروکهایمر فیلمز؛ محصول مشترک کلمبیا پیکچرز ، انترتینمنت ۲٫۰ و آوربوک انترتینمنت)
- تاپ گان: ماوریک (۲۰۲۲) (به عنوان دن سیمپسون/جری بروکهایمر فیلمز؛ محصول مشترک با پارامونت پیکچرز، اسکای‌دنس مدیا، نیو ریپابلیک پیکچرز و تام کروز)[۱۳]

### فیلم‌های آینده
- مقر مخفی (۲۰۲۲) (تولید مشترک با پارامونت پیکچرز)[۱۴]
- زن جوان و دریا (نامشخص) (تولید مشترک با والت دیزنی پیکچرز)[۱۵]
- بی‌بلید (نامشخص) (تولید مشترک با پارامونت پیکچرز)[۱۶]
- پلیس بورلی هیلز ۴ (نامشخص) (تولید مشترک با نتفلیکس)[۱۷]

## تلویزیون

### سریال تلویزیونی
- سی‌اس‌آی (۲۰۰۰–۱۵) (سی‌بی‌اس) (تولید مشترک با آلیانس آتلانتیس (۲۰۰۰–۲۰۰۸) (فصل ۱–۸)، سی‌بی‌اس پروداکشنز (۲۰۰۰–۰۶، ۲۰۱۵–۱۶) (فصل‌های ۱–۶، چرخش) -خاموش)، تلویزیون سی‌بی‌اس (۲۰۰۶–۰۹) (فصل ۷–۹) و تلویزیون سی‌بی‌اس (۲۰۰۹–۱۵) (فصل ۱۰–۱۵))
- سی‌اس‌آی: میامی (۲۰۰۲–۲۰۰۲) (سی‌بی‌اس) (تولید مشترک با آلیانس آتلانتیس (۲۰۰۲–۲۰۰۸) (فصل ۱–۶)، سی‌بی‌اس پروداکشنز (۲۰۰۲–۲۰۰۶) (فصل ۱–۴)، تلویزیون سی‌بی‌اس (۲۰۰۶) -۰۹) (فصل ۵–۷)، استودیوی تلویزیونی سی‌بی‌اس (۲۰۰۹–۱۲) (فصل ۸–۱۰))
- بدون هیچ ردی (۲۰۰۲–۰۹) (سی‌بی‌اس) (تولید مشترک با سی‌بی‌اس پروداکشنز (۲۰۰۲–۲۰۰۶) (فصل ۱–۴)، تلویزیون سی‌بی‌اس (۲۰۰۶–۲۰۰۹) (فصل ۵–۷) و تلویزیون برادران وارنر)
- پوست (۲۰۰۳–۲۰۰۵) (فاکس (قسمت‌های ۱–۳) و سوپ‌نت (قسمت‌های ۴–۸)) (تولید مشترک با هوسیر کارما پروداکشنز و تلویزیون برادران وارنر)
- پرونده سرد (۱۰–۲۰۰۳) (سی‌بی‌اس) (تولید مشترک با سی‌بی‌اس پروداکشنز (۲۰۰۳–۲۰۰۶) (فصل ۱–۳)، تلویزیون سی‌بی‌اس (۲۰۰۶–۲۰۰۹) (فصل ۴–۶)، استودیو تلویزیونی سی‌بی‌اس (۲۰۰۹) -۱۰) (فصل ۷) و تلویزیون برادران وارنر)
- سی‌اس‌آی: نیویورک (۲۰۰۴–۲۰۰۴) (سی‌بی‌اس) (تولید مشترک با آلیانس آتلانتیس (۲۰۰۴–۲۰۰۸) (فصل ۱–۴)، سی‌بی‌اس پروداکشنز (۲۰۰۴–۲۰۰۶) (فصل ۱–۲)، تلویزیون سی‌بی‌اس (۲۰۰۶) -۰۹) (فصل ۳–۵) و تلویزیون سی‌بی‌اس (۲۰۰۹–۲۰۰۹) (فصل ۶–۹))
- حلقه الکترونیکی (۲۰۰۵–۲۰۰۶) (ان‌بی‌سی) (تولید مشترک با تلویزیون برادران وارنر)
- تقریباً قانونی (۲۰۰۵–۲۰۰۶) (دبلیو بی) (تولید مشترک با تلویزیون برادران وارنر)
- کلوز د هوم (۲۰۰۵–۲۰۰۷) (سی‌بی‌اس) (تولید مشترک با تلویزیون برادران وارنر)
- عدالت (۲۰۰۶–۲۰۰۷) (فاکس) (تولید مشترک با تلویزیون برادران وارنر)
- مردان مدرن (۲۰۰۶) (دبلیو بی) (تولید مشترک با مارشال مک‌کال پروداکشنز و تلویزیون برادران وارنر)
- ساعت یازدهم (۲۰۰۸–۰۹) (سی‌بی‌اس) (تولید مشترک با گرانادا آمریکا و تلویزیون برادران وارنر)
- فراموش‌شده (۲۰۰۹–۱۰) (ای‌بی‌سی) (تولید مشترک با تلویزیون برادران وارنر)
- تعقیب (۲۰۱۰–۱۱) (ان‌بی‌سی) (تولید مشترک با تلویزیون برادران وارنر)
- پزشکی میامی (۲۰۱۰) (سی‌بی‌اس) (تولید مشترک با جفری لیبر و تلویزیون برادران وارنر)
- پول را بگیر و فرار کن (۲۰۱۱) (ای‌بی‌سی) (تولید مشترک با هورایزن آلترنتیو تله‌ویژن و پروفایلز تله‌ویژن پروداکشنز)
- گروگان‌ها (۲۰۱۳–۱۴) (سی‌بی‌اس) (تولید مشترک با تلویزیون برادران وارنر)
- سی‌اس‌آی: سایبر (۲۰۱۵–۲۰۱۶) (سی‌بی‌اس) (تولید مشترک با سی‌بی‌اس پروداکشنز)
- لوسیفر (۲۰۱۶–۲۰۲۱) (فاکس (۲۰۱۶–۲۰۱۸) و نتفلیکس (۲۰۱۹–۲۰۲۱)) (تولید مشترک دی‌سی کامیکس و تلویزیون برادران وارنر)
- روز آموزش (۲۰۱۷) (سی‌بی‌اس) (تولید مشترک با تلویزیون برادران وارنر)
- شورای پدران (۲۰۲۰) (ان‌بی‌سی) (تولید مشترک با میدوست لایوستاک پروداکشنز و یونیورسال تله‌ویژن)
- هایتاون (۲۰۲۰–اکنون) (استارز)
- سی‌اس‌آی: وگاس (۲۰۲۱–اکنون) (سی‌بی‌اس) (تولید مشترک با تریس پیکچرز و تلویزیون سی‌بی‌اس)

### فیلم‌های تلویزیونی
- مکس کیو (۱۹۹۸) (تولید مشترک با تلویزیون تاچ استون)
- رای نوسان (۱۹۹۹) (تولید مشترک با کلمبیا تری‌استار تله‌ویژن)